# Incoming (відеогра, 1998)
Incoming — відеогра, 3D-шутер, розроблений Rage Software і виданий Interplay. Гра була випущена для ПК в кінці 1998 року, після чого відбувся реліз на Sega Dreamcast, в Японії 17 грудня 1998, в Європі 14 жовтня 1999, а в Північній Америці 30 листопада 1999 року.
Події гри відбуваються в 2009 році, зосереджені навколо нападу на Землю іншопланетян і контратаки землян з допомогою передової авіації та наземної техніки.
Incoming мала передові, як на той час, графіку і звук. Версія для ПК була в цілому добре прийнята, хоча версія для Dreamcast при цьому отримала менше позитивних відгуків. Продовження під назвою Incoming Forces вийшло в 2002 році виключно для ПК. Аркадна версія гри, з унікальним апаратним інтерфейсом, була випущена в 2003 році.

## Ігровий процес

### Основи
У першу чергу Incoming являє собою симулятор різноманітної військової техніки. Гравцеві надається змога керувати літаками, оборонними вишками, або наземною технікою, щоб відбивати напади іншопланетян.
Гравець володіє запасом міцності своєї бойової машини, кількома життями, та двома видами зброї: основна має нескінченний боєзапас, альтернативна потужніша, але набої до неї можуть скінчитися. На екрані крім цих базових характеристик показуються приціл, вказівник цілей, висота над рівнем моря, радар і лічильник очок, які виражають успіхи гравця. В аркадному режимі, мережевій грі або грі з на двох з розділеним екраном надається вибір за кого грати: людей чи прибульців.
У режимі кампанії додається тактичний режим, де гравець вказує різним союзним військам куди рухатися і як себе поводити. Війська включають літаки, танки, ракетні установки, зенітні установки, амфібії та стаціонарні гармати. Кампанія надається тільки за людей.

### Режими
Аркадний. Гравець сам визначає тип місії та бойову машину, якою бореться проти керованих комп'ютером ворогів. На кожну місію видається 3 життя. На карті час від часу виникають бонуси, що посилюють зброю, броню, або надають додаткову зброю чи життя.
Кампанія. Низка сюжетних сценаріїв. Цей режим поділяється на стратегічний і тактичний. Останній надає поділ боїв на тактичні фази і в ньому можна заробити більше очок.
Мережева гра. Аналогічний до аркадного режиму, але тут кілька віддалених гравців змагаються по мережі в знищенні ворогів або захисті об'єктів. Доступний тільки на ПК.
Розділений екран. Аналогічний до аркадного режиму, але тут двоє гравців грають за однією приставкою чи комп'ютером. Доступний тільки на ПК і Dreamcast.

## Сюжет
Події сюжетної кампанії відбуваються в 2009 році протягом п'ятнадцяти днів. Все частіші появи НЛО завершилися нападом інопланетян на міжнародну місячну базу та різні місця на Землі, після чого прибульці побудували базу в Арктиці. Біля гори Кіліманджаро для протидії загарбникам почала діяти секретна служба ADATA (Anomaly Detection And Tracking Array). Події гри починаються після нападу прибульців на об'єкти ADATA.
Дія розгортається в шести місцях:
1. Кенія — завданням стає захистити будівлі бази ADATA;
2. Арктика — захистити встановлені бази і скоординувати їхні дії, щоб знищити базу прибульців;
3. Північна Атлантика — захистити нафтові вишки і атакувати другу базу прибульців;
4. Каліфорнія — перемогти флот з місячної бази іншопланетян і відправити до неї війська;
5. Місяць — контратакувати базу на Місяці та пробитися до міжпросторового порталу на ній, попри переважаючі ворожі сили;
6. Планета в Крабовидній туманності — знищити ключові іншопланетні споруди, щоб закрити портал.

Якщо гравець завершив усі місії в режимі кампанії, то відкриються бонусні «вірусні» сценарії, з одним рівнем в кожному місці. В них виявляється, що прибульці встигли закинути на Землю крізь портал чотири вірусні бомби, в чотирьох місцях на Землі, де гравець уже побував раніше. Всі будівлі в цих областях мають бути вчасно знищені, щоб запобігти поширенню вірусу.